# Socialistes italiens
Les Socialistes italiens (SI) est un ancien parti politique italien.

## Historique
Le parti des Socialistes italiens a été fondé en 1994 après la dissolution du Parti socialiste italien, qui, après Tangentopoli, avait connu une forte crise interne.
Lors des élections régionales de 1995, le parti a favorisé la formation d'un cartel électoral avec Alliance démocrate et le Pacte Segni : la nouvelle formation a été appelé Pacte des démocrates et se situait à environ 3 % des voix.
Lors des élections générales de 1996, le parti a adhéré à la coalition de centre-gauche, L'Olivier, guidée par Romano Prodi. Le parti a présenté ses candidats dans Renouveau italien et il a été élu sept députés et cinq sénateurs.
En 1998, les socialistes italiens, avec le Parti social-démocrate italien, constituaient les Socialistes démocrates italiens.
Le Chef du parti était Enrico Boselli.